# 佐兰·武利奇
佐兰·武利奇（1961年10月4日—），克罗地亚男子足球运动员，场上位置是后卫。他曾代表南斯拉夫国家队参加1990年国际足联世界杯，结果队伍止步八强赛。